# 王光兴 (南明)
王光興（?—?），南明將領。夔東十三家重要將領。
最早是鄖陽守將，為清兵所敗，走施州衛，被明楚藩世子朱容藩收留，有兵馬二萬人，李占春、于大海亦附之，史稱夔東十三家，有兵20余萬。康熙三年（1664年）八月清軍破茅麓山，王光興同馬騰雲、拓天寶降清。